# Chthonius thessalus
Chthonius thessalus är en spindeldjursart som beskrevs av Volker Mahnert 1980. Chthonius thessalus ingår i släktet Chthonius och familjen käkklokrypare. Inga underarter finns listade i Catalogue of Life.